# Tōgō Heihachirō

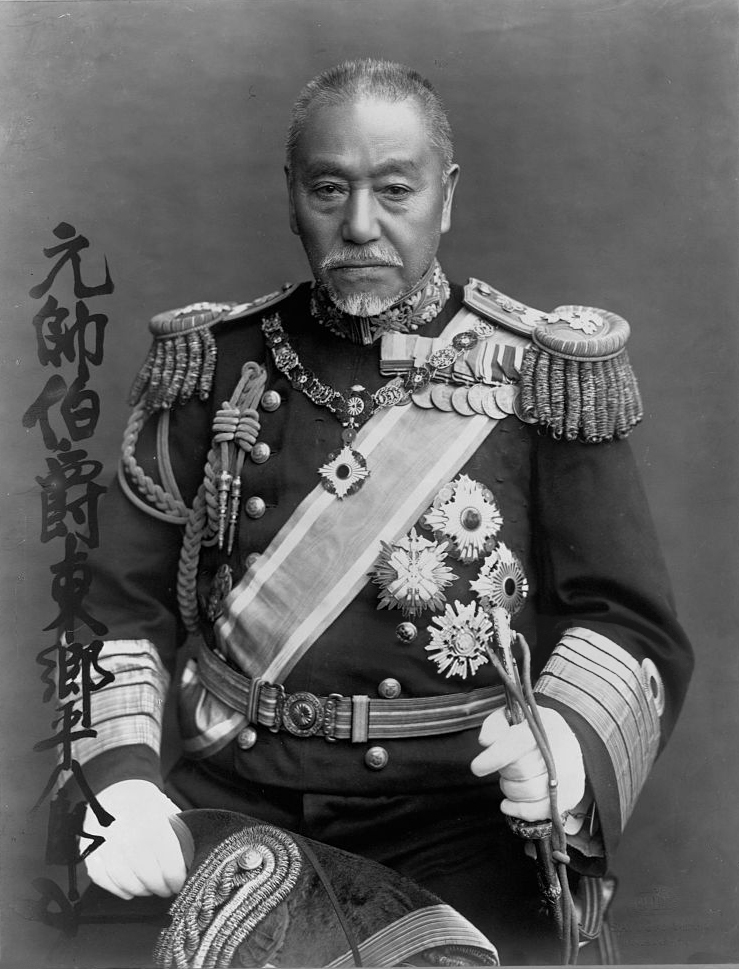
Tōgō Heihachirō

Kōshaku Tōgō Heihachirō (japanisch 東郷 平八郎; * 27. Januar 1848 im Kreis Kagoshima, Provinz Satsuma (heute Stadt Kagoshima, Präfektur Kagoshima); † 30. Mai 1934 in Tokio, Tokio) war ein japanischer Admiral.

## Leben
Er wurde am 27. Januar 1848 in der Provinz Satsuma (heute Präfektur Kagoshima) geboren. Von 1871 bis 1878 studierte Tōgō Seekriegsführung in England.

### Tokugawa-Konflikte (1863–1869)
Tōgō sammelte seine erste Kampferfahrung mit 17 Jahren während des Britisch-Satsumischen Krieges, in welchem Kagoshima durch die britische Royal Navy bombardiert wurde. Die Briten sahen dies als Vergeltung für den Namamugi-Zwischenfall, bei dem der Kaufmann Charles Lennox Richardson auf der Tōkai-Straße im Jahr davor ermordet worden war. Die anschließende Weigerung der Japaner, Entschädigung zu leisten, verschärfte den Konflikt.
Im darauffolgenden Jahr baute Satsuma eine Marine auf, in welche sich Tōgō und zwei seiner Brüder einschrieben. Im Januar 1868 während des Boshin-Krieges wurde Tōgō auf einen Hochsee-Schaufelraddampfer versetzt, die Kasuga, welche in der Seeschlacht von Awa, in der Nähe von Osaka, gegen die Marine des Bakufu kämpfte. Diese gilt als erste japanische Seeschlacht zwischen modernen Flotten.
Als der Konflikt sich nach Nord-Japan verlagerte, nahm Tōgō als Offizier dritter Klasse an den letzten Schlachten (Seeschlacht von Miyako und Seeschlacht von Hakodate) gegen die Reste der Bakufu-Truppen teil.

### Erster Chinesisch-Japanischer Krieg
Im Jahr 1894, noch vor der offiziellen Kriegserklärung zum Ersten Japanisch-Chinesischen Krieg, versenkte Tōgō als Kommandant des Kreuzers Naniwa das mit chinesischen Soldaten besetzte britische Transportschiff Kowshing. Die Kowshing hatte sich nach der Aufbringung durch die Naniwa, offenbar unter dem Druck der chinesischen Offiziere, dem Befehl zu folgen widersetzt. Die Versenkung verursachte diplomatische Spannungen mit dem Vereinigten Königreich, britische Juristen stellten jedoch fest, dass Tōgōs Handlungen in völligem Einklang mit dem internationalen Recht stand. Tōgō wurde über Nacht bekannt für seine Beherrschung gefährlicher internationaler Konflikte.
Nach Ende des Krieges war Tōgō nacheinander Chef der Marinestabsakademie, Kommandeur der Marineakademie in Sasebo und Kommandeur der Stationären Flotte.

### Russisch-Japanischer Krieg

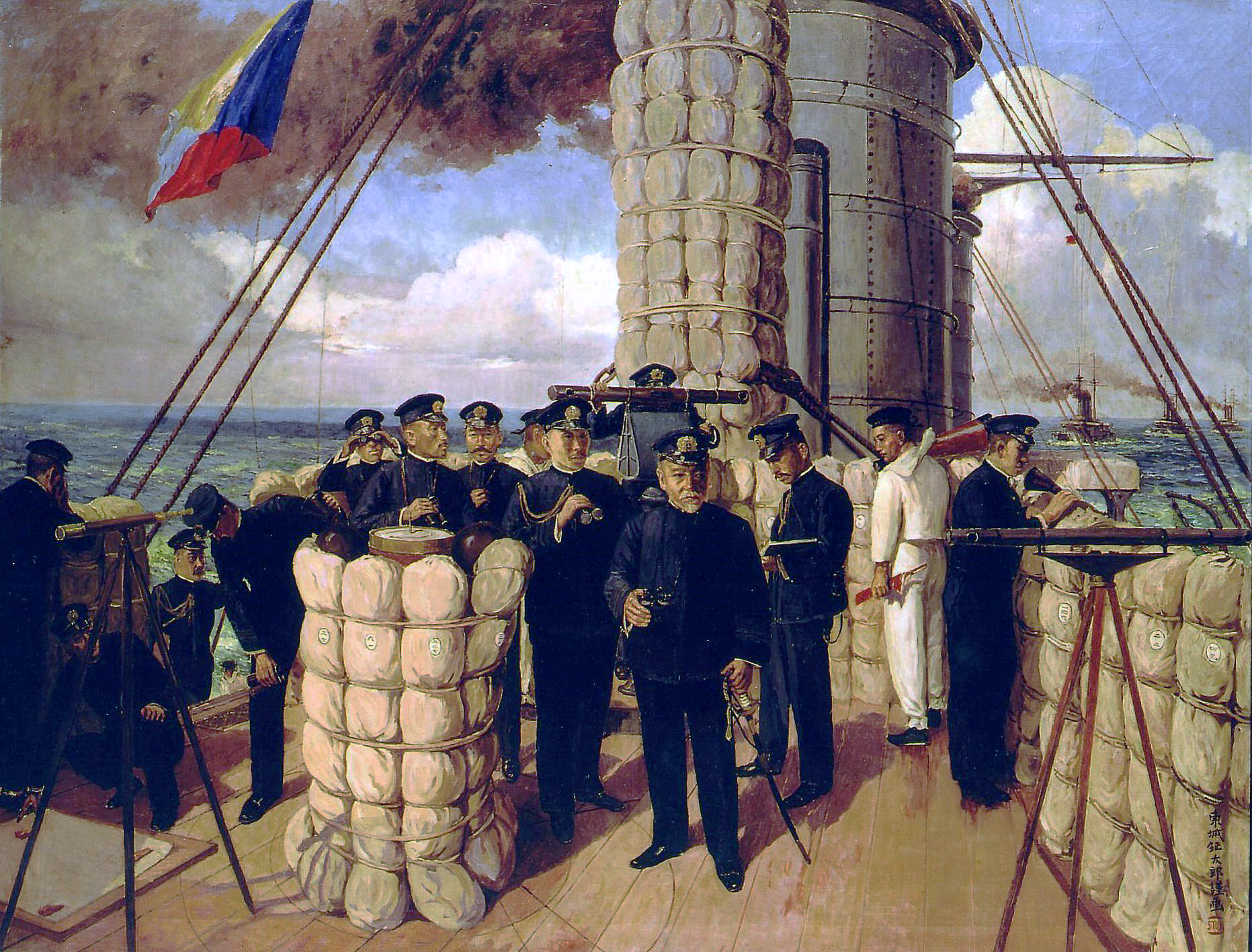
Tōgō auf der Mikasa

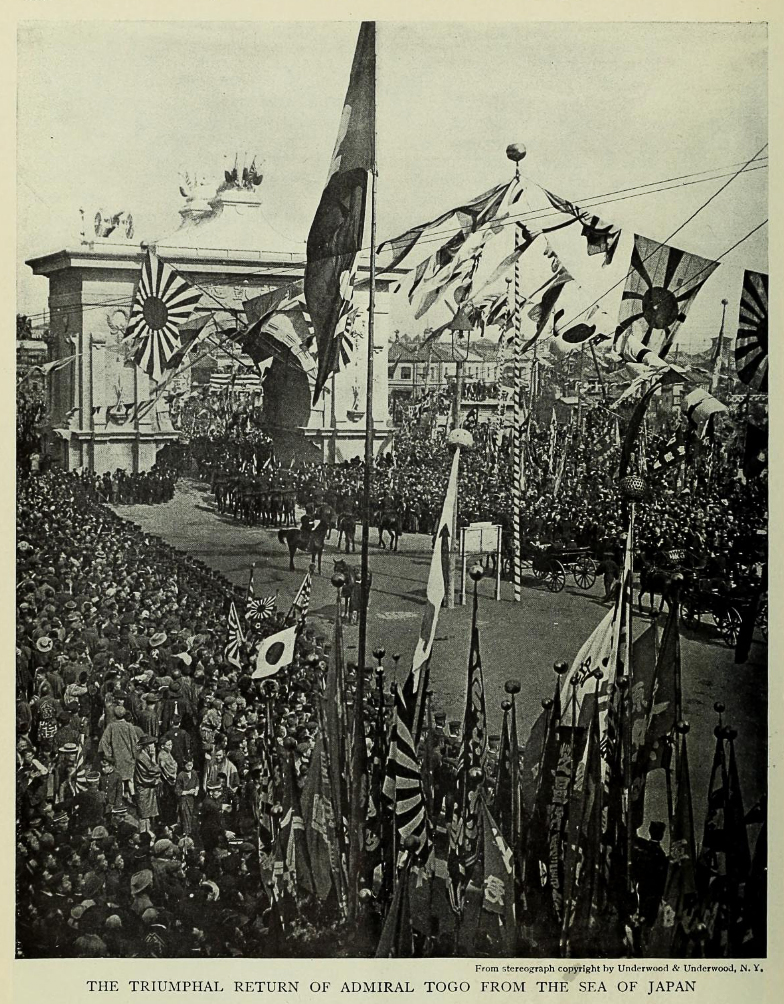
Die triumphale Rückkehr von Admiral Togo vom Japanischen Meer (1907)

1903 ernannte Marineminister Yamamoto Gonnohyōe Tōgō zum Oberbefehlshaber der Vereinigten Flotte der kaiserlich japanischen Marine. Diese Ernennung erstaunte viele, auch Kaiser Meiji, der Yamamoto fragte, warum er Tōgō ausgewählt habe. Yamamoto antwortete:
„Er besitzt sehr viel Persönlichkeit und ist als ein Mann mit viel Glück bekannt.“
Im Russisch-Japanischen Krieg (1904/05) griff Tōgōs Flotte noch vor der offiziellen Kriegserklärung die russische Flotte in Port Arthur an. In der Seeschlacht im Gelben Meer besiegte er die Flotte Admiral Withöfts. Während der Belagerung von Port Arthur unterstützte er General Nogi Maresukes Landtruppen durch eine Blockade der russischen Flotte. Endgültig begründete er seinen Ruf als genialer Seekriegs-Stratege nach der Zerstörung des russischen Zweiten Pazifik-Geschwaders in der Schlacht von Tsushima am 27./28. Mai 1905, in der er als Konteradmiral auf dem Flaggschiff „Mikasa“ das Kommando über die japanische Flotte führte.

### Spätes Leben

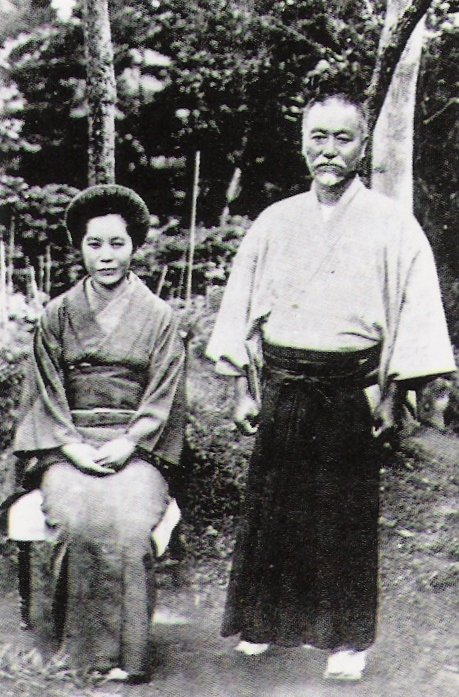
Tōgō mit seiner Frau Tetsu

1906 wurde Tōgō von König Eduard VII. mit dem britischen Order of Merit ausgezeichnet. Später war Tōgō Chef des Admiralstabs und wurde zum Hakushaku  (Grafen) ernannt. Er war auch Mitglied im Obersten Kriegsrat.
1913 erhielt Tōgō den Ehrentitel eines Großadmirals (Gensui Kaigun Taishō).
Von 1914 bis 1924 war er mit der Erziehung des Prinzen Hirohito, des späteren Kaisers der Shōwa-Zeit, beauftragt.
Am 29. Mai 1934 erhielt er die Würde eines Kōshaku (Marquis).

## Postume Ehrungen
Tōgō Heihachirō starb am 30. Mai 1934 in Tokio. Seine Grabstätte befindet sich auf dem Friedhof Tama in Fuchū (Präfektur Tokio).  1940 wurde der Tōgō-Schrein in Harajuku zu Ehren Tōgō Heihachirōs errichtet. Dort wird er als Kami verehrt. Es gibt einen weiteren Tōgō-Schrein in Tsuyazaki (Präfektur Fukuoka) auf einer Anhöhe mit Blick auf das Meer (Straße von Tsushima). Die einzige existierende Statue ihm zu Ehren steht im Ontaku-Schrein in Agano (Präfektur Saitama).
Eine Kopie von Tōgō Heihachirōs Garten steht heute als Japanese Garden of Peace im Nimitz-Museum in Fredericksburg (Teil des US-National Museum of the Pacific War).

## Film
- Im japanischen Spielfilm Port Arthur – Die Schlacht im Chinesischen Meer (Nikonhai Dakaisen, 1969, Regie: Seiji Maruyama) wurde Togo von Toshirō Mifune dargestellt.